# Guerra civil sasánida (628-632)
La guerra civil sasánida del 628-632, que a veces también se llama interregno sasánida, fue un conflicto que se desató tras la ejecución del rey sasánida Cosroes II y que enfrentó a distintas facciones de la nobleza entre las que destacaron la parta (pahlav), la persa (parsig), la nimruzi y la del general Sharvaraz. El cambio continuo de soberanos y el reforzamiento del poder de los terratenientes en las provincias redujeron el territorio imperial. El imperio se debilitó durante los catorce años de contienda en las que hubo trece reyes sucesivos, y el poder efectivo pasó a manos de los generales, suceso que facilitó la posterior desaparición del Estado sasánida.

## Antecedentes
Algunas familias de la nobleza persa derrocaron a Cosroes II en el 628. Entre los enemigos del rey se contaban el spahbod Farruj Ormuz y sus dos hijos Rostam Farrujzad y Farrujzad, miembros del importante linaje Aspahbad, además de Sharvaraz de la familia Mihran, Varaztirots II Bagratuni, armenio, y Kanadbak, de la familia Kanārangīyān. El 25 de febrero, Sheroe y su jefe militar Aspad Gushnasp se apoderaron de Ctesifonte y encarcelaron a Cosroes II. Sheroe se proclamó emperador (sah) con el nombre de Kavad II e hizo asesinar a todos sus hermanos y medio hermanos, entre ellos al heredero Mardansha, el hijo favorito de Cosroes. Los asesinados, descritos como «educados, valientes y caballerosos», privó al imperio de herederos preparados para desempeñar el poder. Tres días después, ordenó a Mihr Ormuz que ajusticiase a su padre y luego también lo asesinó.
Según algunos historiadores, el reinado de Kavad supuso un punto de inflexión en la historia del imperio y allanó su caída. El derrocamiento y muerte de Cosroes desencadenó la caótica guerra civil que se libró entre el 628 y el 632, durante la cual los nobles más poderosos se independizaron en la práctica del gobierno imperial. Las hostilidades enfrentaron a la nobleza persa (parsig) y parta (pahlav) y perjudicaron a la economía imperial. Kavad firmó la paz con el emperador romano Heraclio con el beneplácito de la nobleza persa; los bizantinos recuperaron los territorios que habían perdido, a sus soldados cautivos y recibieron una compensación de guerra, la Vera Cruz y otras reliquias que habían perdido cuando los sasánidas conquistaron Jerusalén en el 614.
Kavad se incautó de las propiedades de Farrujzad y lo encarceló en Istajr. Durante este periodo, Piruz Cosroes encabezó la facción persa y Farruj Ormuz, la parta. Kavad II pereció en una epidemia tras unos pocos meses de reinado el 6 de septiembre del 628. Le sucedió su hijo de ocho años Ardacher III.

## Primera fase de la guerra civil
Mah-Adhur Gushnasp fue el hábil ministro principal de Ardacher III. Tras el primer año de reinado, Sharvaraz marchó al frente de seis mil soldados a asediar Ctesifonte. No pudo conquistarla y se coligó con Piruz Cosroes, jefe de la fracción noble persa y antiguo primer ministro de Kavad II, y con Namdar Gushnasp, el spahbod de Nimruz. Merced a la colaboración de estos dos nuevos aliados, pudo apoderarse de la capital y ejecutar a Ardacher III, a Mah-Adhur Gushnasp y a otros nobles como Ardabīl. Cuarenta días más tarde, Sharvaraz fue asesinado por Farruj Ormuz, que entregó el trono a una hija de Cosroes II, Boran. Esta a su vez lo nombró primer ministro del imperio.
Shapur-i Shahrvaraz (Sapor V), hijo de Mirhran, hermana de Cosroes II, derrocó a Boran y eliminó del poder a Sharvaraz, pero fue depuesto a su vez poco después por Piruz y sus partidarios, que no lo habían aceptado como soberano. Piruz entregó la corona imperial a Azarmedujt, hermana de Boran.

## Segunda fase de la guerra civil
Azarmedujt liberó a Farrujzad y volvió a encargarle importantes tareas de gobierno, por insistencia de la nobleza. Este, sin embargo, rechazó servir a una mujer y se retiró a un templo del fuego en Istajr. Farruj Ormuz solicitó la mano de la soberana (que debía el trono a los aristócratas persas) para fortalecer su propio poder y facilitar el entendimiento entre los nobles persas y partos. Azarmedujt rehusó, lo que hizo que Farruj Ormuz aspirase abiertamente al trono. Empezó a acuñar moneda como los reyes, en Istajr en Pars y en Nehavend en Media. Para hacerle frente, Azarmedujt se alió a Siyavajsh, nieto de Bahram Chobin, famoso jefe militar (spahbod) y brevemente sah de Irán. Con la colaboración de este, logró asesinar a Farruj Ormuz. Rostam Farrujzad, hijo del difunto y por entonces en Jorasán, pasó a ser la cabeza de los nobles partos. Partió a Ctesifonte con la intención de vengar la muerte de su progenitor y fue derrotando a los distintos contingentes que Azarmedujt envió contra él. Por fin venció al propio Siyavajsh cerca de la capital, que ocupó.
Romtam hizo cegar y luego asesinar a Azarmedujt y devolvió el trono a Boran. Una rebelión estalló en Ctesifonte al año siguiente: aprovechando la ausencia del ejército, la nobleza persa, descontenta con el poder de Rostam, se alzó contra Boran y exigió la vuelta del influyente persa Bahman Jadhuyi, despedido por la soberana. Boran pereció al poco, posiblemente estrangulada por Piruz Cosroes. El levantamiento desató nuevas hostilidades entre las dos facciones nobles. La crisis en la que sumieron al Estado, sin embargo, hicieron que los propios soldados acabasen por amenazar a Rostam y Piruz Cosroesm, que se avinieron en consecuencia a pactar y entregaron el trono a un nieto de Cosroes II, Yazdgerd III, gesto que marcó el fin de la contienda civil en el imperio.

## Consecuencias

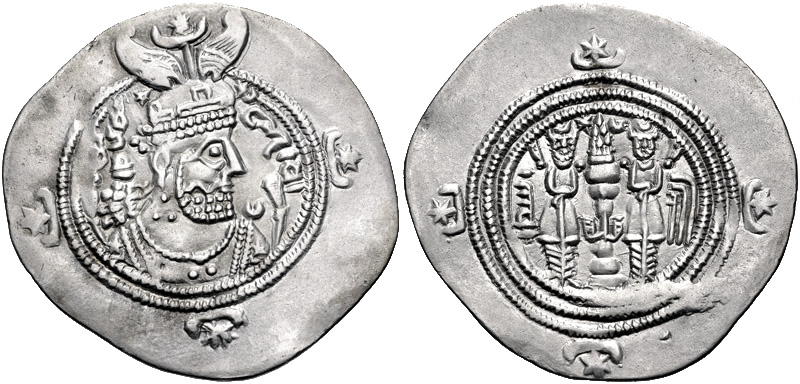
Moneda de Yazdgerd III.

El Imperio sasánida se hallaba muy debilitado cuando Yazdgerd III ascendió al trono. El joven rey carecía de la autoridad necesaria para estabilizar el vasto imperio, que se disgregaba a causa de las desavenencias entre los jefes del ejército, los cortesanos y la aristocracia, enfrentada internamente y cuyas facciones se diezmaban entre sí. Muchos de los gobernadores del imperio se habían proclamado  independientes y habían formado sus propios reinos. Los gobernadores de las provincias de Mazun y Yemen ya lo habían hecho durante la guerra civil, eliminando la autoridad sasánida de la península arábiga, que por entonces estaba uniendo el islam. El imperio empezaba a asemejarse al sistema feudal que había existido en la zona en tiempos del Imperio arsácida.
Yazdgerd, a pesar de haber sido reconocido como soberano por las noblezas persa y parta, no dominaba todo el imperio. Durante los primeros años de reinado, solo acuñó moneda en Pars, Sakastán, y Juzestán, aproximadamente las regiones suroeste (Xwarwarān) y sureste (Nēmrōz), que señoreaban los nobles persas. Los nobles partos, que controlaban fundamentalmente el norte del imperio, rehusaron acuñar moneda en su nombre. Al mismo tiempo, el imperio sufría varias invasiones: los turcos penetraban por el este, los jázaros por el oeste; estos corrieron Armenia y Adurbadagán. El ejército imperial había quedado muy debilitado por la guerra con los bizantinos y la posterior guerra civil. La situación era caótica y alarmante, y muchos vieron en ciertos desastres naturales augurios de la inminente desaparición del imperio. Este dejó de existir a causa de la invasión musulmana de Irán; Yazdgerd fue asesinado en el 651, posiblemente por uno de sus propios súbditos.